# 5221 Fabribudweis
Az 5221 Fabribudweis (ideiglenes jelöléssel 1980 FB) egy kisbolygó a Naprendszerben. Brožek L. fedezte fel 1980. március 16-án.